# José Aldo
José Aldo da Silva Oliveira Júnior (ur. 9 września 1986 w Manaus) – brazylijski zawodnik mieszanych sztuk walki w wadze koguciej. Mistrz WEC z 2009 oraz dwukrotny UFC w wadze piórkowej z 2010 i 2016.

## Życiorys
Urodził się 9 września 1986 roku w Manaus, w Brazylii. Jako niemowlę Aldo został upuszczony na grilla, co pozostawiło trwałą bliznę na lewej stronie jego twarzy. Przez cały okres dziecięcy interesował się piłką nożną i chciał zostać piłkarzem. Jego sportowe aspiracje wspierał ojciec. W młodzieńczym czasie miał dość bicia się w bójkach na ulicy, przez co zaczął trenować capoeirę, aby nauczyć się samoobrony. Po zajęciach trenował capoierę walki na ulicach. Zwrócił uwagę trenera brazylijskiego jiu-jitsu, który później namówił go do trenowania tej sztuki walki. Aldo zdecydował się porzucić capoeirę i zacząć trenować jiu-jitsu. W wieku 17 lat przeniósł się z Manaus do Rio de Janeiro mając ze sobą tylko swoje ubrania i determinację, by trenować tam mieszane sztuki walki, aż osiągnie coś w tym sporcie. Jest kolegą z klubu i partnerem treningowym byłego mistrza UFC w wadze koguciej Renana Barão, w Nova União.

## Kariera MMA

### Wczesna kariera
Profesjonalną karierę MMA rozpoczął w 2004 roku w wieku 17 lat. Pierwszych 7 walk wygrał przed czasem w 1. rundzie. W ósmym pojedynku doznał pierwszej porażki, gdy w listopadzie 2005 roku przegrał w rodzinnym Manaus przez poddanie z Luciano Azevedo.

### WEC
W 2008 roku legitymując się bilansem walk 10-1, podpisał kontrakt z amerykańską organizacją WEC. W ciągu roku wygrał 5 walk z rzędu, wszystkie przez nokaut, dzięki czemu otrzymał szansę walki o mistrzostwo WEC w wadze piórkowej z dotychczasowym mistrzem Mikiem Brownem. Doszło do niej 18 listopada 2009 roku w Las Vegas (WEC 44). Aldo wygrał z Amerykaninem przez techniczny nokaut w 2. rundzie i odebrał mu pas. Będąc niepokonanym od 2005 roku, Aldo był teraz powszechnie uznawany za najlepszego zawodnika MMA w wadze piórkowej i uwzględniany na czołowych miejscach rankingów zawodników bez podziału na kategorie wagowe. W styczniu 2010 roku został ponadto nagrodzony przez fachowy portal internetowy sherdog.com tytułem „Zawodnika roku 2009”.
24 kwietnia 2010 roku na gali WEC 48 obronił tytuł pokonując przez jednogłośną decyzję Urijah Fabera. W drugiej obronie tytułu 30 września 2010 roku (WEC 51) znokautował ciosami pięściami Manwela Gamburjana. Było to 8. z rzędu zwycięstwo Aldo w WEC, co było rekordem tej organizacji.

### UFC
28 października 2010 roku prezydent organizacji UFC, Dana White ogłosił, że WEC zostanie połączona z UFC, a jej mistrzowie w wagach piórkowej i koguciej staną się automatycznie mistrzami UFC. 20 listopada, podczas konferencji prasowej w Auburn Hills Aldo otrzymał z rąk White’a pas mistrza UFC w wadze piórkowej.

#### Mistrz UFC w wadze piórkowej
Tytuł obronił pięciokrotnie. 30 kwietnia 2011 roku w Toronto (UFC 129) pokonał przez jednogłośną decyzję Kanadyjczyka Marka Hominicka (48-45, 48-46, 49-46), a 9 października w Houston (UFC 136) Amerykanina Kenny’ego Floriana. 
14 stycznia 2012 roku w Rio de Janeiro (UFC 142) znokautował natomiast ciosem kolanem Amerykanina Chada Mendesa. 
2 lutego 2013 pokonał na punkty debiutującego w wadze piórkowej byłego mistrza w kat. lekkiej Frankiego Edgara. Na początku sierpnia stoczył kolejną walkę w obronie pasa, tym razem z Koreańczykiem Jung Chan-sungiem którego ostatecznie pokonał w 4. rundzie przez TKO (wcześniej Koreańczyk doznał kontuzji barku, a sam Aldo złamał stopę).

#### Utrata pasa i dalsze walki o tytuł

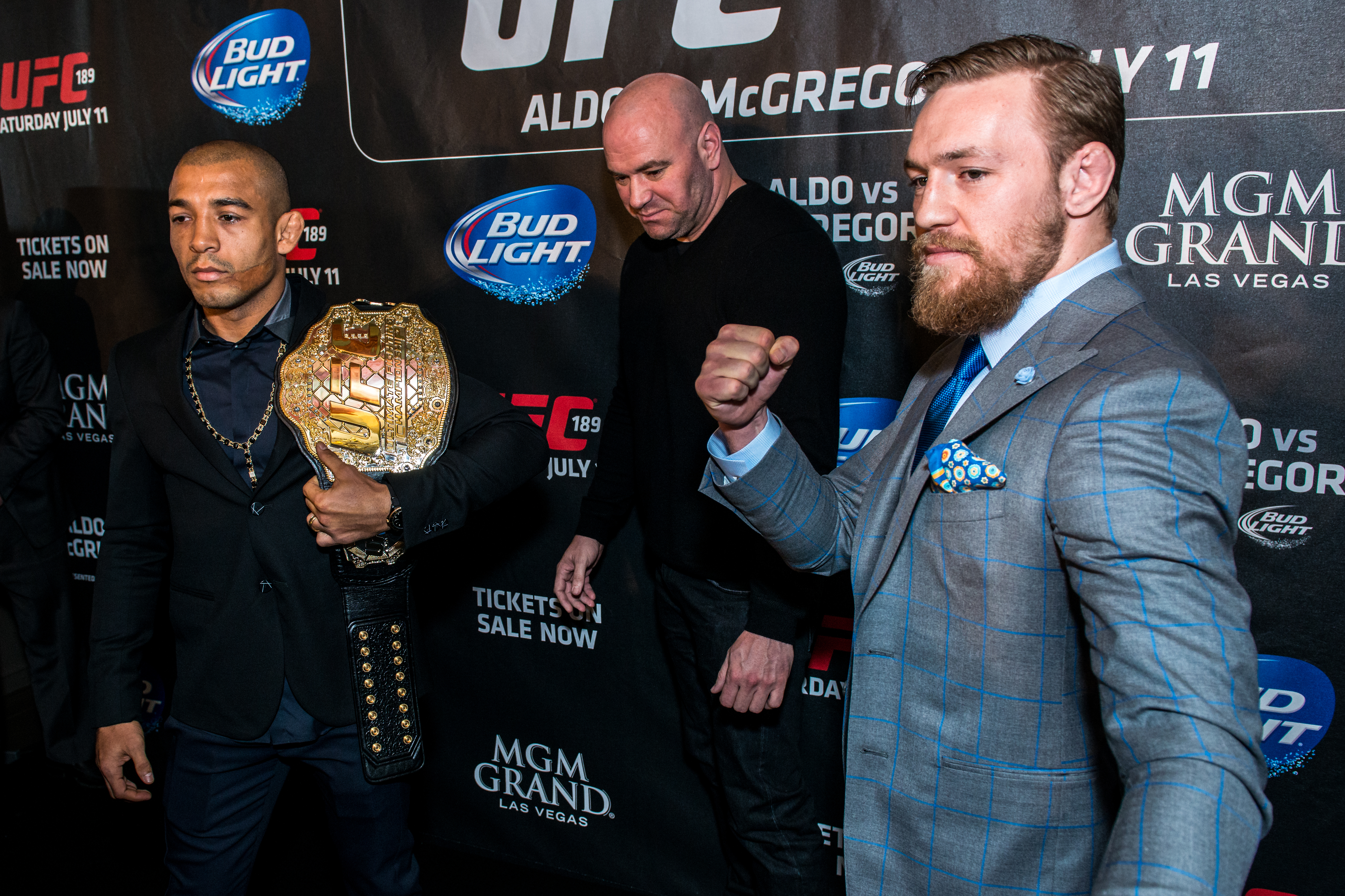
Aldo podczas konferencji prasowej przed galą UFC 189

12 grudnia 2015 przegrał z Irlandczykiem Conorem McGregorem walkę o zunifikowany tytuł mistrza UFC w wadze piórkowej, co przerwało jego passę 18 zwycięstw z rzędu. 
9 lipca 2016 roku na jubileuszowej gali UFC 200, zdobył tymczasowy tytuł wagi piórkowej, wypunktowując na pełnym dystansie pięciu rund w rewanżu Frankiego Edgara.
26 listopada 2016 UFC poinformowało o zwakowaniu pasa wagi piórkowej przez McGregora. Aldo natomiast został promowany na niekwestionowanego mistrza wagi piórkowej.
3 czerwca 2017 podczas UFC 212 stracił tytuł na rzecz tymczasowego mistrza wagi piórkowej Hawajczyka Maxa Hollowaya z którym przegrał przez techniczny nokaut w trzeciej rundzie. W rewanżu 2 grudnia 2017 ponownie uległ Hollowayowi w trzeciej rundzie przez TKO.
28 lipca 2018 stoczył pierwszą od ponad ośmiu lat walkę która nie miała statusu mistrzowskiego, pokonując przez TKO w pierwszej rundzie Jeremy’iego Stephensa.
W głównej walce podczas gali UFC Fight Night 144 2 lutego 2019 wygrał walkę z Renato Moicano przez TKO w drugiej rundzie. Zwycięstwo przyniosło mu bonus za występ wieczoru.
Na UFC 237 w dniu 11 maja 2019 roku w Rio de Janeiro zmierzył się z Alexandrem Volkanovskim. Przegrał walkę przez jednogłośną decyzję.
24 czerwca 2019 roku ogłoszono, że przed walką z Volkanovskim podpisał nowy kontrakt na osiem walk z UFC. Oznaczało to poważne odchylenie od poprzedniego zdecydowanego stanowiska Aldo w kwestii przejścia na emeryturę pod koniec 2019 roku, w którym stwierdził: „Już planowałem przestać, gdy miałem 30 lat i zacząć coś innego. Jestem w punkcie, w którym muszę podjąć decyzję i nic nie zmieni mojego zdania. Sztuki walki zawsze będą częścią mojego życia, ale wszystko ma początek, środek i koniec. I widzę, że to się kończy.”

#### Przejście do wagi koguciej
23 października 2019 ogłoszono, że zadebiutuje w wadze koguciej. Zmierzył ze swoim rodakiem Marlonem Moraesem na UFC 245 14 grudnia 2019. Wyrównany pojedynek przegrał przez niejednogłośną decyzję.
Oczekiwano, że zmierzy się z mistrzem wagi koguciej UFC Henrym Cejudo 9 maja 2020 roku na UFC 250. Aldo wycofał się 8 kwietnia z powodu problemów wizowych, ponieważ oczekiwano, że wydarzenie zostanie przeniesione do Stanów Zjednoczonych z powodu pandemii COVID-19. Po obronie tytułu Cejudo przeciwko Dominickowi Cruzowi na UFC 249, Cejudo ogłosił, że kończy karierę zawodową w MMA i zwolnił tytuł mistrza wagi koguciej UFC. Amerykańska organizacja ogłosiła, że Aldo zmierzy się o ten tytuł z Piotrem Janem na UFC 251 12 lipca 2020. Przegrał walkę przez techniczny nokaut w rundzie piątej.
19 grudnia 2020 roku podczas gali UFC Fight Night 183 19 grudnia 2020 roku stoczył walkę z Marlonem Verą.  Aldo przełamał serię porażek i zwyciężył przez jednogłośną decyzję sędziów (29-28, 29-28, 29-28).
W kolejnej walce 7 sierpnia 2021 roku na gali UFC 265 zmierzył się z Pedro Munhozem. Po 15 minutach walki sędziowie byli jednogłośni i wskazali na kolejną wygraną Aldo.
4 grudnia 2021 roku zmierzył się z Robem Frontem w walce wieczoru gali UFC on ESPN 3. Karty punktowe jako zwycięzcę, jednogłośnie wskazały byłego dominatora wagi piórkowej – Aldo.
20 sierpnia 2022 na gali UFC 278 w Salt Lake City przegrał przez jednogłośną decyzję (29-28, 29-28, 30-27) z Gruzinem, Merabem Dwaliszwilim.

#### Przejście na emeryturę
18 września 2022 tego samego dnia, w którym urodził się jego syn, ogłoszono, że zakończył karierę w MMA, pozostawiając jedną walkę w kontrakcie z UFC. Pomimo początkowych doniesień okazało się, że miał nadal kontrakt z UFC, jednak otrzymał pozwolenie na poszukiwanie możliwości w innych sportach. 

#### Powrót z emerytury
Po powrocie z emerytury, zmierzył się z Jonathanem Martinezem 4 maja 2024 na gali UFC 301. Wygrał walkę jednogłośną decyzją sędziowską. 
Pięć miesięcy później na październikowej gali UFC 307 w Salt Lake City stoczył walkę z Mario Bautistą. Przegrał niejednogłośną decyzją sędziów. 
10 maja 2025 na UFC 315 w Montrealu skrzyżował rękawice z Aiemannem Zahabim w limicie wagi piórkowej (do 65,8 kg). Starcie pierwotnie było zakontraktowane na limit wagi koguciej (do 61,2 kg), ale zmieniono je w dniu ważenia, ponieważ Aldo nie był w stanie zbić wagi. Przegrał pojedynek przez jednogłośną decyzję sędziowską i w wywiadzie po walce ogłosił przejście na sportową emeryturę.  

## Styl walki
Jest znany przede wszystkim z uderzeń w stylu boksu tajskiego i kopnięć, połączonych z defensywnymi zapasami. Posiada również czarny pas w brazylijskim stylu zapaśniczym luta livre oraz brazylijskim Jiu-jitsu. Od czasu walki z Markiem Hominickiem trenuje boks tajski z holenderskim shootboxerem, Andym Souwerem.
28 września 2014 roku w Nova União, pod okiem wielu trenerów otrzymał swój czarny pas w luta Livre.
Ma najwięcej zwycięstw i nokautów w historii wagi piórkowej UFC i WEC; zadał w sumie 691 znaczących uderzeń w UFC i WEC.

## Życie prywatne
Dorastał w biedzie i często zdarzały mu się dni bez jedzenia lub z jego niewielką ilością. Na podstawie jego wczesnego życia powstał brazylijski film Mais Forte que o Mundo.
Jest żonaty z Vivianne Perreira, która posiada purpurowy pas w jiu-jitsu i dwukrotnie walczyła zawodowo w boksie tajskim. W 2012 roku urodziła się ich córka, Joanna. 18 września 2022 roku Vivianne urodziła pierwszego syna pary.
Jest zapalonym fanem piłki nożnej. W Brazylii znany jest jako kibic Clube de Regatas Brasil oraz Chelsea F.C..

## Osiągnięcia

### Mieszane sztuki walki
- World Extreme Cagefighting
  - 2009–2010: mistrz WEC w wadze piórkowej
- Ultimate Fighting Championship
  - 2010–2015: mistrz UFC w wadze piórkowej
  - 2016: tymczasowy mistrz UFC w wadze piórkowej
  - 2016–2017: mistrz UFC w wadze piórkowej

- Sherdog
  - 2009: Zawodnik roku[51]
  - 2010: All-Violence Second Team[52]
  - Galeria sławy MMA[53]
  - 2021: Powracający zawodnik roku[54]
- World MMA Awards
  - 2010: Zawodnik Roku im. Charlesa "Maski" Lewisa[55]
  - 2014: Walka roku vs. Chad Mendes na UFC 179[56]
- ESPN
  - 2014: Walka roku vs. Chad Mendes na UFC 179[57]
- BloodyElbow.com
  - 2014: Walka roku vs. Chad Mendess na UFC 179[58]
- MMAJunkie.com
  - 2014: Walka roku vs. Chad Mendes na UFC 179[59]
  - 2014: Walka miesiąca październik vs. Chad Mendes[60]
- Wrestling Observer Newsletter
  - 2015: Najlepszy feud vs. Conor McGregor

### Grappling
- CBJJ Brazilian Championships
  - 2001: Mistrzostwa Świata CBJJ – 3. miejsce w kat. niebieskich pasów[61]
- CBJJ Brazilian Championships
  - 2003: Mistrzostwa Brazylii CBJJ – 1. miejsce w kat. purpurowych pasów[61]
- CBJJO Copa Del Mundo
  - 2004: zwycięzca Pucharu Świata CBJJ (brązowe pasy)[61]

## Lista zawodowych walk w MMA
| Wynik     | Bilans | Przeciwnik (bilans przed walką) | Rozstrzygnięcie                      | Runda | Czas | Gala                                       | Data       | Miejsce        | Uwagi |
| --------- | ------ | ------------------------------- | ------------------------------------ | ----- | ---- | ------------------------------------------ | ---------- | -------------- | --- |
| Przegrana | 32-10  | Aiemann Zahabi (12-2)           | Decyzja (jednogłośna)                | 3     | 5:00 | UFC 315                                    | 10.05.2025 | Montreal       | Ostatnia walka w karierze                                                                                 |
| Przegrana | 32-9   | Mario Bautista (14-2)           | Decyzja (niejednogłośna)             | 3     | 5:00 | UFC 307                                    | 05.10.2024 | Salt Lake City | |
| Wygrana   | 32-8   | Jonathan Martinez (19-4)        | Decyzja (jednogłośna)                | 3     | 5:00 | UFC 301                                    | 04.05.2024 | Rio de Janeiro | Co-Main Event                                                                                             |
| Przegrana | 31-8   | Merab Dwaliszwili (14-4)        | Decyzja (jednogłośna)                | 3     | 5:00 | UFC 278                                    | 20.08.2022 | Salt Lake City | |
| Wygrana   | 31-7   | Rob Front (19-4)                | Decyzja (jednogłośna)                | 5     | 5:00 | UFC on ESPN: Font vs. Aldo                 | 04.12.2021 | Las Vegas      | Main Event                                                                                                |
| Wygrana   | 30-7   | Pedro Munhoz (19-5)             | Decyzja (jednogłośna)                | 3     | 5:00 | UFC 265                                    | 07.08.2021 | Houston        | Co-Main Event                                                                                             |
| Wygrana   | 29-7   | Marlon Vera (18-6-1)            | Decyzja (jednogłośna)                | 3     | 5:00 | UFC Fight Night: Thompson vs. Neal         | 19.12.2020 | Las Vegas      | Co-Main Event                                                                                             |
| Przegrana | 28-7   | Piotr Jan (14-1)                | TKO (ciosy pięściami w parterze)     | 5     | 3:24 | UFC 251                                    | 11.07.2020 | Abu Zabi       | Pojedynek o wakujący pas mistrzowski UFC w wadze koguciej.                                                |
| Przegrana | 28-6   | Marlon Moraes (22-6-1)          | Decyzja (niejednogłośna)             | 3     | 5:00 | UFC 245                                    | 14.12.2019 | Las Vegas      | Debiut w wadze koguciej.                                                                                  |
| Przegrana | 28-5   | Alexander Volkanovski (19-1)    | Decyzja (jednogłośna)                | 3     | 5:00 | UFC 237                                    | 11.05.2019 | Rio de Janeiro | |
| Wygrana   | 28-4   | Renato Moicano (13-1-1)         | TKO (ciosy pięściami)                | 2     | 0:44 | UFC Fight Night: Assunção vs. Moraes 2     | 02.02.2019 | Fortaleza      | Bonus za występ wieczoru. Co-Main Event                                                                   |
| Wygrana   | 27-4   | Jeremy Stephens (28-14)         | TKO (ciosy pięściami)                | 1     | 4:19 | UFC on Fox: Alvarez vs. Poirier 2          | 28.07.2018 | Calgary        | Bonus za występ wieczoru. Co-Main Event                                                                   |
| Przegrana | 26-4   | Max Holloway (18-3)             | TKO (ciosy pięściami)                | 3     | 4:51 | UFC 218                                    | 02.12.2017 | Detroit        | Walka o pas mistrzowski UFC w wadze piórkowej. Main Event                                                 |
| Przegrana | 26-3   | Max Holloway (17-3)             | TKO (ciosy pięściami)                | 3     | 4:13 | UFC 212                                    | 03.06.2017 | Rio de Janeiro | Stracił pas mistrzowski UFC w wadze piórkowej. Bonus za walkę wieczoru. Main Event                        |
| Wygrana   | 26-2   | Frankie Edgar (20-4-1)          | Decyzja (jednogłośna)                | 5     | 5:00 | UFC 200                                    | 09.07.2016 | Las Vegas      | Zdobył tymczasowy pas mistrzowski UFC w wadze piórkowej. Później awansował na niekwestionowanego mistrza. |
| Przegrana | 25-2   | Conor McGregor (18-2)           | KO (ciosy pięściami)                 | 1     | 0:13 | UFC 194                                    | 12.12.2015 | Las Vegas      | Stracił pas mistrzowski UFC w wadze piórkowej. Main Event                                                 |
| Wygrana   | 25-1   | Chad Mendes (16-1)              | Decyzja (jednogłośna)                | 5     | 5:00 | UFC 179                                    | 24.10.2014 | Rio de Janeiro | Obronił mistrzostwo UFC w wadze piórkowej. Bonus za walkę wieczoru. Main Event                            |
| Wygrana   | 24-1   | Ricardo Lamas (13-2)            | Decyzja (jednogłośna)                | 5     | 5:00 | UFC 169                                    | 01.02.2014 | Newark         | Obronił mistrzostwo UFC w wadze piórkowej. Co-Main Event                                                  |
| Wygrana   | 23-1   | Jung Chan-sung (13-3)           | TKO (ciosy pięściami)                | 4     | 2:00 | UFC 163                                    | 03.08.2013 | Rio de Janeiro | Obronił mistrzostwo UFC w wadze piórkowej. Main Event                                                     |
| Wygrana   | 22-1   | Frankie Edgar (15-3-1)          | Decyzja (jednogłośna)                | 5     | 5:00 | UFC 156                                    | 02.02.2013 | Las Vegas      | Obronił mistrzostwo UFC w wadze piórkowej. Bonus za walkę wieczoru. Main Event                            |
| Wygrana   | 21-1   | Chad Mendes (11-0)              | KO (cios kolanem)                    | 1     | 4:59 | UFC 142                                    | 14.01.2012 | Rio de Janeiro | Obronił mistrzostwo UFC w wadze piórkowej. Main Event                                                     |
| Wygrana   | 20-1   | Kenny Florian (14-5)            | Decyzja (jednogłośna)                | 5     | 5:00 | UFC 136                                    | 09.10.2011 | Houston        | Obronił mistrzostwo UFC w wadze piórkowej. Co-Main Event                                                  |
| Wygrana   | 19-1   | Mark Hominick (20-8)            | Decyzja (jednogłośna)                | 5     | 5:00 | UFC 129                                    | 30.04.2011 | Toronto        | Debiut w UFC. Obronił mistrzostwo UFC w wadze piórkowej. Bonus za walkę wieczoru. Co-Main Event           |
| Wygrana   | 18-1   | Manwel Gamburjan (11-4)         | KO (ciosy pięściami)                 | 2     | 1:32 | WEC 51: Aldo vs. Gamburyan                 | 30.09.2010 | Broomfield     | Obronił mistrzostwo WEC w wadze piórkowej. Później awansował na mistrza wagi piórkowej UFC, Main Event    |
| Wygrana   | 17-1   | Urijah Faber (23-3)             | Decyzja (jednogłośna)                | 5     | 5:00 | WEC 48: Aldo vs. Faber                     | 24.04.2010 | Sacramento     | Obronił mistrzostwo WEC w wadze piórkowej. Main Event                                                     |
| Wygrana   | 16-1   | Mike Brown (21-4)               | TKO (ciosy pięściami)                | 2     | 1:20 | WEC 44: Brown vs. Aldo                     | 18.11.2009 | Las Vegas      | Zdobył mistrzostwo WEC w wadze piórkowej. Bonus za nokaut wieczoru. Main Event                            |
| Wygrana   | 15-1   | Cub Swanson (13-2)              | KO (cios kolanem z wyskoku)          | 1     | 0:08 | WEC 41: Brown vs. Faber II                 | 07.04.2009 | Sacramento     | Eliminator do walki o mistrzostwo WEC w wadze piórkowej. Bonus za nokaut wieczoru. Co-Main Event          |
| Wygrana   | 14-1   | Chris Mickle (26-12-2)          | TKO (ciosy pięściami)                | 1     | 1:39 | WEC 39: Brown vs. Garcia                   | 01.03.2009 | Corpus Christi | |
| Wygrana   | 13-1   | Rolando Perez (4-1-1)           | KO (cios kolanem i ciosy pięściami)  | 1     | 4:15 | WEC 38: Varner vs. Cerrone                 | 25.01.2009 | San Diego      | Bonus za nokaut wieczoru.                                                                                 |
| Wygrana   | 12-1   | Jonathan Brookins (8-2)         | TKO (ciosy pięściami)                | 3     | 0:45 | WEC 36: Faber vs. Brown                    | 05.11.2008 | Hollywood      | |
| Wygrana   | 11-1   | Alexandre Nogueira (13-4-2)     | TKO (ciosy pięściami)                | 2     | 3:22 | WEC 34: Faber vs. Pulver                   | 01.06.2008 | Sacramento     | Debiut w WEC.                                                                                             |
| Wygrana   | 10-1   | Shoji Maruyama (6-1)            | Decyzja (jednogłośna)                | 3     | 5:00 | Pancrase: 2007 Neo-Blood Tournament Finals | 27.07.2007 | Tokio          | Co-Main Event                                                                                             |
| Wygrana   | 9-1    | Fabio Mello (4-4)               | Decyzja (jednogłośna)                | 3     | 5:00 | TopFC 3                                    | 02.05.2007 | Rio de Janeiro | |
| Wygrana   | 8-1    | Thiago Minu (7-0)               | Decyzja (większości)                 | 3     | 5:00 | GoldFC 1                                   | 20.05.2006 | Rio de Janeiro | |
| Przegrana | 7-1    | Luciano Azevedo (5-2)           | Poddanie (duszenie zza pleców)       | 2     | 3:37 | Jungle Fight 5                             | 26.11.2005 | Manaus         | Pojedynek w wadze lekkiej.                                                                                |
| Wygrana   | 7-0    | Micky Young (4-1)               | TKO (ciosy pięściami)                | 1     | 1:05 | FX3: Battle of Britain                     | 15.10.2005 | Reading        | |
| Wygrana   | 6-0    | Phil Harris (9-3)               | TKO (interwencja lekarza)            | 1     | ?    | UK-1: Fight Night                          | 17.09.2005 | Portsmouth     | |
| Wygrana   | 5-0    | Anderson Silverio (0-0)         | Poddanie (kopnięcia)                 | 1     | 7:33 | Meca Vale Tudo 12                          | 09.07.2005 | Rio de Janeiro | |
| Wygrana   | 4-0    | Aritano Barbosa (2-4)           | TKO (kopnięcia)                      | 1     | 0:22 | Rio MMA Challenge 1                        | 12.05.2005 | Rio de Janeiro | |
| Wygrana   | 3-0    | Luiz de Paula (0-0)             | Poddanie (duszenie trójkątne rękoma) | 1     | 0:56 | Shooto Brazil 7                            | 19.03.2005 | São Paulo      | |
| Wygrana   | 2-0    | Hudson Rocha (2-1)              | TKO (interwencja lekarza)            | 1     | 5:00 | Shooto Brazil: Never Shake                 | 23.10.2004 | São Paulo      | |
| Wygrana   | 1-0    | Mario Bigola (0-0)              | KO (kopnięcie okrężne w głowę)       | 1     | 0:18 | EcoFight 1                                 | 08.10.2004 | Amapá          | |

## Lista walk w boksie
| Wynik   | Bilans | Przeciwnik (bilans przed walką) | Rozstrzygnięcie | Runda | Data       | Miejsce        | Uwagi |
| ------- | ------ | ------------------------------- | --------------- | ----- | ---------- | -------------- | ----- |
| Remis   | 1-0-1  | Jeremy Stephens (0-0)           | MD              | 6     | 01.04.2023 | Milwaukee      |       |
| Wygrana | 1-0    | Emmanuel Zambrano (0-3)         | UD              | 6     | 10.02.2023 | Rio de Janeiro |       |